# Мануель Негрете
Мануель Негрете (ісп. Manuel Negrete, нар. 11 березня 1959, Ґерреро) — мексиканський футболіст, півзахисник.
Насамперед відомий виступами за клуб «УНАМ Пумас» та національну збірну Мексики.
Дворазовий чемпіон Мексики. 

## Клубна кар'єра
У дорослому футболі дебютував 1979 року виступами за команду «УНАМ Пумас». За клуб столичного університету провів сім сезонів, взявши участь у 204 матчах чемпіонату.  Більшість часу, проведеного у складі «УНАМ Пумас», був основним гравцем команди.
Сезон 1986/87 провів на Піренейському півостріві, у складі двох «Спортінгів». Спочатку лісабонського, а потім хіхонського.
Провівши рік у Європі, повертається до клубу «Пумас». Цього разу відіграв за команду з Мехіко наступні три сезони своєї ігрової кар'єри. 
Протягом 1990—1996 років захищав кольори клубів «Монтеррей», знову «УНАМ Пумас», «Атланте», «Торос Неса», «Акапулько» та вдруге у «Атланте». В останньому клубі і завершив професійну кар'єру футболіста.

## Виступи за збірну
1981 року дебютував в офіційних матчах у складі національної збірної Мексики. Протягом кар'єри у національній команді, яка тривала 10 років, провів у формі головної команди країни 57 матчів і забив 12 голів.
У складі збірної був учасником чемпіонату світу 1986 року у Мексиці.

## Титули і досягнення
- Чемпіон Мексики (2):

«УНАМ Пумас»:  1980/81
«Атланте»:  1992/93